# 워런 헤이스팅스

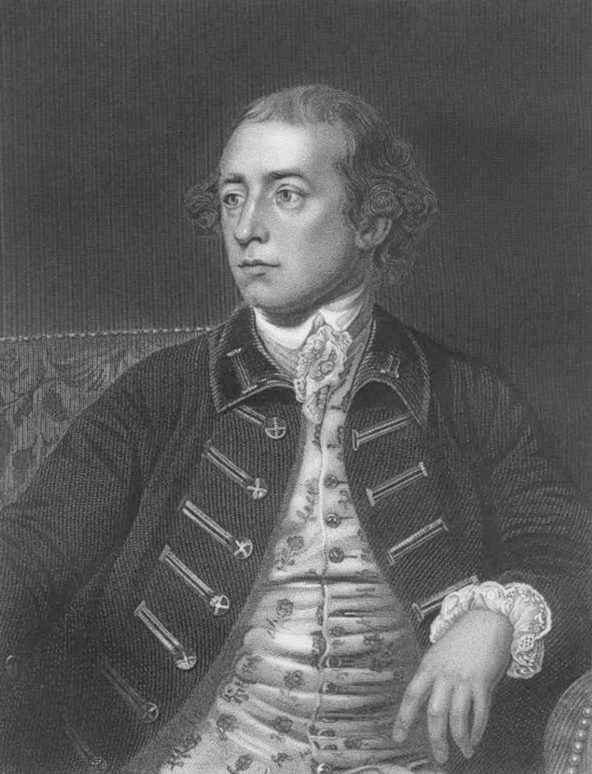
워런 헤이스팅스의 초상화

워런 헤이스팅스(Warren Hastings, 1732년 12월 6일 ~ 1818년 8월 22일)는 영국의 정치인이다. 1750년 동인도 회사의 서기가 되었고, 이어 마드라스 참사회 차석이 되어 행정과 세금 제도를 개혁하였다. 1773년 인도 총독의 자리에 올라 영국 농토로서 인도를 빼앗는 데 성공하였다.
또한 인도 통치에 뛰어난 솜씨를 발휘하여 프랑스와 결탁한 반영 세력의 무력적 침공을 무찌르고, 행정면·재정면에 개혁을 단행하여 영국의 인도 지배의 기초를 굳혔다. 그는 인도를 몹시 가혹하게 다스려 후에 영국인들에게도 큰 비난을 받았다.

## 같이 보기
- 회사령 인도
- 무굴 제국